# Liste der Mitglieder der American Academy of Arts and Sciences/1960
Im Jahr 1960 wählte die American Academy of Arts and Sciences 149 Personen zu ihren Mitgliedern.

## Neu gewählte Mitglieder
- Moses Abramovitz (1912–2000)
- Sidney Stuart Alexander (1916–2005)
- Raymond Claude Ferdinand Aron (1905–1983)
- Justin Brooks Atkinson (1894–1984)
- Mary Margaret Ball (1909–1999)
- Derek Harold Richard Barton (1918–1998)
- Ralph Alonzo Beebe (1898–1979)
- Jacob Aall Bonnevie Bjerknes (1897–1975)
- Hyman Bloom (1913–2009)
- John Morton Blum (1921–2011)
- Nikolai Nikolaevich Bogolubov (1909–1992)
- Douglas Danford Bond (1911–1976)
- James Frederick Bonner (1910–1996)
- Daniel Bovet (1907–1992)
- Robert William Briggs (1911–1983)
- Royal Alexander Brink (1897–1984)
- Edward Benjamin Britten (1913–1976)
- Robert Bigham Brode (1900–1986)
- Jacob Bronowski (1908–1974)
- James Douglas Brown (1898–1986)
- Arthur Earl Bryson (* 1925)
- Keith Edward Bullen (1906–1976)
- Ellsworth Bunker (1894–1984)
- Mary Ingraham Bunting-Smith (1910–1998)
- Charles Ephraim Burchfield (1893–1967)
- Perry Byerly (1897–1978)
- Samuel Hawks Caldwell (1904–1960)
- Pablo Casals (1876–1973)
- Benjamin Castleman (1906–1982)
- Alonzo Church (1903–1995)
- Gustav Arthur Cooper (1902–2000)
- Elias James Corey (* 1928)
- Alan Howard Cottrell (1919–2012)
- Martin Cyril D’Arcy (1888–1976)
- Robert Alan Dahl (1915–2014)
- Peter Theodore Demos (1918–2012)
- C. Douglas Dillon (1909–2003)
- Barnett Fred Dodge (1895–1972)
- René Jules Dubos (1901–1982)
- Harry Eagle (1905–1992)
- Abba Eban (1915–2002)
- Herbert Feis (1893–1972)
- Richard Foster Flint (1902–1976)
- Thomas Francis, Jr. (1900–1969)
- Herbert Friedman (1916–2000)
- Ragnar Anton Kittil Frisch (1895–1973)
- Raymond Matthew Fuoss (1905–1987)
- George Peabody Gardner (1917–2012)
- Norman Henry Giles (1915–2006)
- Eleanor Touroff Glueck (1898–1972)
- David Ezra Green (1910–1983)
- Clifford Grobstein (1916–1998)
- Robert Charles Gunness (1911–2004)
- Otto Hahn (1879–1968)
- Livingston Hall (1903–1995)
- Edward Benno Hanify (1912–2000)
- Alfred Bennett Harbage (1901–1976)
- John Marshall Harlan II (1899–1971)
- Wallace Kirkman Harrison (1895–1981)
- Henry Caraway Hatfield (1912–1995)
- Emil Walter Haury (1904–1992)
- Lillian Hellman (1905–1984)
- Ernest Henderson (1897–1967)
- Theodore Martin Hesburgh (1917–2015)
- Roger Wayne Hickman (1900–1975)
- Alexander Hollaender (1898–1986)
- Theodore Virgil Houser (1892–1963)
- Rolf Huisgen (1920–2020)
- Libbie Henrietta Hyman (1888–1969)
- Nathan Jacobson (1910–1999)
- Pierre Armand Jacquet (1906–1967)
- Louis Leventhal Jaffe (1905–1996)
- William MacIntyre Jewell (1904–1990)
- Irving Kaplan (1912–1997)
- Alfred Kazin (1915–1998)
- Arthur Remington Kellogg (1892–1969)
- George Clayton Kennedy (1919–1980)
- Seymour Solomon Kety (1915–2000)
- Asa Smallidge Knowles (1910–1990)
- Izaak Maurits Kolthoff (1894–1993)
- Tjalling Charles Koopmans (1910–1985)
- William Lester Kraushaar (1920–2008)
- Stephen William Kuffler (1913–1980)
- Alfred Kühn (1885–1968)
- Lev Davidovich Landau (1908–1968)
- Susanne Knauth Langer (1895–1985)
- Hans Wolfgang Liepmann (1914–2009)
- Rensis Likert (1903–1981)
- Jacques Lipchitz (1891–1973)
- William Nunn Lipscomb (1919–2011)
- Conrad Lee Longmire (1921–2010)
- Boris Magasanik (1919–2013)
- Horace Winchell Magoun (1907–1991)
- Donald George Marquis (1908–1973)
- William Robert Marshall (1916–1988)
- Carl Shipp Marvel (1894–1988)
- Lise Meitner (1878–1968)
- Franco Modigliani (1918–2003)
- Jacques Lucien Monod (1910–1976)
- John Alexander Moore (1915–2002)
- Stanford Moore (1913–1982)
- Robert Swain Morison (1906–1986)
- Lewis Bernstein Namier (1888–1960)
- Alfred Clarence Neal (1912–2000)
- Pier Luigi Nervi (1891–1979)
- Alexander Nikolaevich Nesmeyanov (1899–1980)
- Sigmund Neumann (1904–1962)
- Hans Neurath (1909–2002)
- William Edgar Park (1909–1987)
- Francis John Pettijohn (1904–1999)
- Stuart Piggott (1910–1996)
- Vladimir Prelog (1906–1998)
- Don Krasher Price (1910–1995)
- Ilya Prigogine (1917–2003)
- Lloyd George Reynolds (1910–2005)
- Alexander Rich (1924–2015)
- Walter Orr Roberts (1915–1990)
- Francis Joseph Ryan (1916–1963)
- Jean-Paul Sartre (1905–1980)
- Paul Hermann Scherrer (1890–1969)
- Leonid Ivanovich Sedov (1907–1999)
- Atle Selberg (1917–2007)
- Rudolf Serkin (1903–1991)
- Jean-Pierre Serre (* 1926)
- Kenneth Meyer Setton (1914–1995)
- Louis Dijour Smullin (1916–2009)
- Charles Percy Snow (1905–1980)
- Robert Chapman Sprague (1900–1991)
- William Howard Stein (1911–1980)
- Edward Durell Stone (1902–1978)
- Carl Pontius Swanson (1911–1996)
- John Lincoln Sweeney (1906–1986)
- Theos Jardin Thompson (1918–1970)
- Geoffrey Tillotson (1905–1969)
- Jan Tinbergen (1903–1994)
- David Bicknell Truman (1913–2003)
- Galina Sergeyevna Ulanova (1910–1998)
- Hendrik Christoffel van de Hulst (1918–2000)
- Claude Alvin Villee (1917–2003)
- Evon Zartman Vogt (1918–2004)
- Conrad Hal Waddington (1905–1975)
- Thomas John Watson (1914–1993)
- Alvin Martin Weinberg (1915–2006)
- Erskine Norman White (1899–1980)
- William Foote Whyte (1914–2000)
- Vincent Brian Wigglesworth (1899–1994)
- Andrew Newell Wyeth (1917–2009)
- Minoru Yamasaki (1912–1986)
- Theodore Otte Yntema (1900–1985)